# Połącznik
Połącznik (ang. two-position switching device) – łącznik elektryczny przeznaczony do załączania lub wyłączania torów prądowych w jednym jednobiegunowym lub wielobiegunowym obwodzie.